# Micheline Coulibaly
Micheline Coulibaly, född 1950, död 19 mars 2003, var en ivoriansk författare.

## Biografi
Coulibaly föddes i Xuanc-Lai i Vietnam, men gick i skola i Elfenbenskusten. År 1994 flyttade hon till sin familj i Mexiko, där hon bodde i sex år.  2001 flyttade hon till Dubai i Förenade Arabemiraten tillsammans med sin make och dotter.
Hon dog år 2003 i Houston, USA.
Coulibaly publicerade åtskilliga barn- och ungdomsböcker och även noveller och en roman för vuxen läsekrets. 1995 fick hon hedersomnämnande vid  the International Competition for Children's Literature som anordnas av José Marti foundation. Coulibaly är inte utgiven på svenska.

### Skönlitterärt för vuxna
- “Embouteillage” (engelska “Collision”), 1992, noveller.[7]
- ”Les Larmes de cristal” (engelska ”Crystal Tears”), 2000, roman.[8]
- ”Kamba la sorcière”, 2004, kortroman “för unga läsare”. [9] [10]

### Barn- och ungdomsböcker
- ”Nan la Bossue”, 1988, ISBN 2-86394-157-7.
- “Le Prince et La Souris Blanche”, 1988.
- “Le Chien, le chat et le tigre” (engelska “The Dog, the Cat and the Tiger”), 1988.
- “L'Écureuil et Le Cochon”, 1994, 72 sidor, ISBN 2-89428-037-8.
- ”Les Confidences de Médor”, 1996.[11]
- ”Kaskou l'intrépide”, 2002, ISBN 978-2-84-487159-6.[10]